# Щербаков, Владимир Иванович (писатель)
Владимир Иванович Щербаков (28 января 1938, Москва — 8 апреля 2004, там же) — советский и российский писатель-фантаст, путешественник, журналист и редактор, радиофизик по образованию. Кандидат технических наук. Считал русских («славяно-русов») «арийцами» и отождествлял с целым рядом древних народов, в том числе скифами, киммерийцами, индоиранцами, этрусками.

## Биография
Окончил среднюю школу в посёлке Мякит (Магаданская область). Окончил радиотехнический факультет Московского энергетического института (1961), философский факультет Университета марксизма-ленинизма (1965), работал инженером. Кандидат технических наук. Работал в НИИ по специальности, руководил исследовательской лабораторией.
В 1960—1970-х годах был тесно связан с журналом «Техника — молодёжи». В 1964 году вступил в КПСС и дебютировал двумя рассказами: «Кратер» и «Возвращение Сухарева». В течение четверти века написал около сорока рассказов, несколько повестей и два романа. Считал себя учеником Леонида Леонова, с которым неоднократно встречался в 1960—1970-е годы и от которого получил рекомендацию в Союз писателей; впоследствии говорил: «Меня записывают в „школу Ефремова“, я с этим не согласен, но и не возражаю». В 1970-е годы Щербаков развивал специфическое направление «славянской фантастики», основанной на сюжетах из истории древних славян, которая выходила далеко за пределы научных гипотез. Эти направление получило поддержку в ЦК ВЛКСМ, где в нём видели спасительную идеологию, которая способна увлечь молодёжь.
С 1976—1979 годах журналист, был заместителем главного редактора журнала «Техника — молодёжи» и был близок к писателю Л. Леонову, питавшему симпатии к русскому национализму. Затем сменил Юрия Медведева на посту заведующего редакцией фантастики издательства «Молодая гвардия».
С 1981 года член Союза писателей СССР, с 1992 года член Союза писателей России. В конце 1980-х годов отошёл от фантастики, увлёкшись изучением загадок прошлого, в том числе Атлантиды и этрусков. Выпустил ряд книг о тайнах и загадках исчезнувших цивилизаций, толкуя многие аномальные явления (цивилизация крылатых змеев, оружие инопланетян, эликсир бессмертия, магия Дэвида Копперфилда).
Член-корреспондент Международной академии информатизации.
В 1998 году стал президентом Московского клуба тайн. В 2000 году выступил одним из инициаторов проведения 1-го съезда атлантологов России. В 2003 году на 2-м Российском съезде атлантологов Владимиру Щербакову была присуждена почётная степень «доктора атлантологических наук».

## Творчество и идеи
В 1970—1980-х годах неоязыческие идеи о предках развивались одним из направлений научно-фантастической литературы, представленным такими писателями, как Валерий Скурлатов и Владимир Щербаков. В числе их источников была «Велесова книга» (сочинение, заявленное как текст IX века, но признанное учёными фальсификацией XX века). Жанр научной фантастики подходил для целей неоязычников и уровня подачи ими материала. С одной стороны, их теории не имели возможности попасть в научные издания по причинам идеологической цензуры и несоответствия научным требованиям. С другой стороны, научная фантастика как жанр пользовалась в СССР значительно большей свободой и издавалась существенно большими тиражами, чем научные издания. Редакция издательства «Молодая гвардия» привлекала людей с неортодоксальными идеями, у которых были большие шансы донести их до публики. Литературный критик Всеволод Ревич называл это направление (представителями которого, кроме Щербакова, были Евгений Гуляковский, Юрий Петухов, Юрий Никитин) «нуль-литературой». В 1970-е годы «Молодая гвардия» начала издавать альманахи «Тайны веков» и «Дорогами тысячелетий», где постоянными авторами выступали Скурлатов и Щербаков, посвятившие свои произведения созданию фантастической истории древних славян. Это направление получило поддержку в ЦК ВЛКСМ, где рассматривалось как средство отвлечь молодёжь от насущных социальных и политических проблем.
Скурлатов и Щербаков отождествляли «славяно-русов» с древними иранцами (киммерийцами, скифами и др.), индоиранцами, фракийцами, праиндоевропейцами и этрусками, изображая масштабную картину миграций могущественных скотоводов по всему пространству евразийских степей и близким к ним, которые рассматривались авторами как исконный ареал этих древних (славянских) племён. Щербаков отождествлял этрусский язык со славянским, этрусков-расенов — с «восточными атлантами», которые сумели выжить в Малой Азии и Восточном Средиземноморье после гибели Атлантиды 12 тысяч лет назад. Он воспроизводил средневековый троянский миф, популярный в Западной Европе, а также опирался на ряд идей Дмитрия Мережковского. По мнению автора, «этруски — это, образно говоря, лист, оторванный от хетто-славянского древа». В то же время Щербаков считал, что этруски («славяне») стояли у истоков древнеегипетской и левантийской цивилизаций, заселили Канарские острова (их наследниками он считал гуанчей) и совершали экспедиции к берегам Центральной Америки, оказывая влияние на индейцев майя и ацтеков. Развивая ряд идей Скурлатова, Щербаков утверждал, что древнейшие обитатели Палестины (сначала хананеи, затем филистимляне) изначально были также «пеласгами-этрусками». Щербаков считал, что Библия была написана на языке хананеев, а не евреев, по его мнению, появившихся в Палестине относительно недавно. Другим исконным ареалом русов он считал Малую Азию, откуда после разгрома Трои «русы» бежали в Европу, в том числе в Северное Причерноморье, в Поднепровье и на территории до Балтийского моря, где они восстановили свою государственность. Восточнославянское племя полян он называл потомком хетто-лувийцев и хаттов (в действительности не индоевропейцев). Таким образом, он отождествлял этрусков с «древнейшей ветвью средиземноморских племён», которые дали начало многим народам и цивилизациям Средиземноморья и Малой Азии. В 1989 году издал брошюру, вышедшую в серии «Знак вопроса», под названием «Где жили герои эддических мифов?», с рецензией доктора исторических наук, профессора А. Ф. Смирнова.
В самом начале 1990-х годов построения Щербакова стали более масштабными. Свою «методологию» он называл «метаисторией» (введённый К. Папаиоанну термин «метаистория» означает приукрашенное изображение действительности). Зато залогом непобедимости древних предков, по мнению Щербакова, была славянская языческая вера, основанная на формуле «Явь, Навь, Правь» — триединстве мира людей, духов и богов. Племя русов, или «восточных атлантов», он отождествил с дошумерским населением Двуречья (некоторые подобные идеи он высказывал и раньше). Это племя расселялось по Ливии, долине Нила, Северной Индии и достигло Китая и Японии. Ваны (персонажи скандинавской мифологии) отождествлялись с венетами/венедами и славянами (точнее, вслед за академиком Б. А. Рыбаковым, с вятичами) и первоначально проживали в Малой Азии, а затем широко расселились на западе, включая Западную Европу, и на востоке, вплоть до Парфии. Они названы основателями государства Урарту («Ванское царство»), и «почти все корни урартов и их слова вместе со многими грамматическими формами… совпадают с корнями русского языка и диалектных слов, унаследованных от ванов-вятичей». Щербаков утверждал, что археологи Армении скрывают от мира находки «славянских черепов» на территории Урарту. Жители Боспорского царства, по его мнению, также обладали славянской внешностью. «Ваны-венеды», согласно Щербакову, были единственными творцами цивилизаций «от Ханаана до Дона и Оки; от Галлии и Адриатики до Гималаев и Тибета». Им родственны «арийцы» (асы), или легендарные даваньцы китайских источников, основавшие могущественное государство Парфию с её священным городом Асгардом. Хотя асы и ваны воевали в 309 году н. э., они должны жить в мире и дружбе.
Как и Скурлатов, в рамках расовой теории, Щербаков утверждал, что возможно обнаружить древние «славянские черепа», поскольку древние народы якобы стремились к поддержанию «чистоты расы»: «Смешанные браки способны обезобразить даже многочисленный народ, ведь древние хорошо знали преимущество чистой породы, сохраняемой даже в сельском хозяйстве; до эпохи геноцида и принудительной гибридизации, равно уничтожающих генофонд, было ещё очень далеко». Он разделял идею существования чистых расовых типов, а наличие противоречащей этому научной информации объяснял идеологическими причинами.
Москва, согласно Щербакову, «северный форпост Асгарда», «его продолжение в грозных тысячелетиях борьбы и побед, город, который ныне олицетворяет утраченную некогда и вновь обретённую власть над небом и космосом». Только по причине своей слабохарактерности этруски дали римлянам себя победить, «и русы сейчас столь же бесхарактерны, как 2000 лет назад», живя в нищете и позволяя иностранным купцам грабить себя. Вторую мировую войну он называл походом асов на ванов, в котором асы снова потерпели поражение, не зная, что посягают на «второй Асгард» (Москву). «Фюрер, исповедуя арийскую доктрину, развязал войну против самой могущественной
группировки арийцев — против славян, наследников Асгарда», в чём была его роковая ошибка.
После распада СССР Щербаков обратился к эзотерике и сформулировал собственный культ Богородицы. В рамках эзотерических учений Щербаков считал кроманьонцев отдельной расой, потомками великих атлантов и предками европейцев, «арийцами». Им удалось сохранить цивилизацию после гибели Атлантиды. Он начал чаще, но очень неопределённо применять термин «арийцы», под которыми он мог понимать индоиранцев, индоевропейцев или славян. Он стремился доказать приоритет «славян-арийцев» на огромной территории Евразии, куда другие народы, по его мнению, пришли значительно позже. Снова утверждая, что «ваны-вятичи» создали государство Урарту, Щербаков писал, что путь их миграции проходил через Азербайджан, Дагестан и Подонье в Центральную Россию. Он утверждал, что переселившиеся на Оку и в верховья Дона «ваны» основали Москву задолго до Юрия Долгорукого. «Киевские русы» пришли в Центральную Россию другим путём, из Фракии и Эгеиды, и распространили свою власть на северных «ванов».
Щербаков называл себя профессиональным лингвистом. В 1992 году опубликовал переводы ряда фрагментов «Велесовой книги». Щербаков фактически представил себя первым переводчиком и исследователем (что не соответствует действительности) этого «славянского памятника». Он считал «Велесову книгу» аутентичной «жреческой книгой славяно-русов» (вначале называл её «Лебединой книгой») и рассматривал этот текст не как сочинение самих жрецов, а как откровение, дарованное свыше, наподобие иудейско-христианской Библии: «Представления о мире и его структуре в „Лебединой книге“ так глубоки, что вне всяких сомнений отражают божественную истину, откровение, которое было даровано славянам». Он обнаружил в этом тексте подтверждения ряда своих идей о древнем ареале и путях расселения «праевропейцев и славян». Он не упомянул, что эти идеи находились под влиянием более ранних работ Скурлатова, также основанных на «Велесовой книге». Из этих работ Щербаков заимствовал и всеохватывающее учение о Богоматери.
Вначале произведения, к категории которых относились работы Щербакова, оставались в рамках научно-фантастической или иной художественной литературы, однако в середине 1990-х годов эти авторы получили большее влияние. Щербаков опубликовал в издательстве «Просвещение» книги, предназначенной для старшеклассников. В ней автор излагал свои идеи о родстве русских с этрусками и фракийцами, обитании скандинавов в Парфии, славянах-венедах, которые в прошлом жили от Индии до Западной Европы и дали местным народам письменность и государственность. «Ваны-венеды», согласно автору, были творцами древнейшей государственность в «Ванаане (Ханаане)».
С 1998 года Щербаков был президентом Московского клуба тайн. Кроме распространения идеи этрусского происхождения славян, он утверждал о существовании великой мировой цивилизации 40 тысяч лет назад, а также НЛО, инопланетянах, восставших из гроба мертвецах и др.

## Влияние
Многие идеи Щербакова стали традиционными для русской псевдонаучной литературы, и ряд авторов ссылается на них как на установленные факты. Одновременно с учебным пособием Щербакова в том издательстве «Просвещение» вышла предназначенная для школьников книга по славянской мифологии за авторством Г. С. Беляковой, содержащая те же идеи, какие представлены в книге Щербакова.
Идеи Щербакова популярны в славянском неоязычестве. Отмечается особая роль Щербакова в распространении «арийского мифа».
Идеи Щербакова о вечном, со эпохи палеолита, противостоянии этрусков («это русские») и «атлантов» (западной цивилизации) использовались идеологами неонацистской организации «Русское национальное единство».

## Оценки
В интервью с писателем Александром Бушковым писатель Александр Казанцев назвал Щербакова «тонким лириком». Эти же суждения были повторены в казанцевской рецензии в газете «Комсомольская правда». В 1984 году Казанцев утверждал, что полёт фантазии Щербакова «реалистически заземлён», а научные идеи приобретают «поэтическую окраску».
Литературовед-эмигрант Леонид Геллер именовал тональность повествования в произведениях Щербакова «паточно-лирической».
Критик Всеволод Ревич в 1986 году подверг романы Щербакова разгромной критике в очерке «Нуль-литература» (опубликован в журнале «Юность» под названием «Звездолёт или электричка?»).
В годы Перестройки Щербаков, наряду с Юрием Медведевым, подвергался критике как один из идейных лидеров разгрома советской фантастики 1960—1970-х годов. В частности, Аркадий и Борис Стругацкие в статье «Кое-что о нуль-литературе» (1987) писали:

…редакция фантастики издательства «Молодая гвардия» уже имеет свою историю… блистательного взлета и катастрофического падения… Людей, которые строили здание советской фантастики в 60-х годах, зовут Сергей Жемайтис и Бела Клюева. Ныне они, конечно, на пенсии. Человека, который обратил это здание в руины, зовут Юрий Медведев. Ныне он значительное лицо в редакции журнала «Москва». А человека, сами руины эти превратившего в болото, зовут Владимир Щербаков. Он и сейчас возглавляет злосчастную редакцию.
Израильский филолог М. Л. Каганская (1987) рассматривала принадлежность Щербакова к так называемой «школе Ефремова», сформировавшейся в редакции издательства «Молодая гвардия» уже после кончины Ивана Ефремова, последовавшей в 1972 году. Литературные достоинства произведений «Школы Ефремова» описывались крайне негативно:

Ефремовские ученики легко опознаются по особой, зыбкой атмосфере, присущей их произведениям, с намеренно размытой, почти не поддающейся пересказу фабулой. На неподготовленного читателя иные из этих текстов могут произвести впечатление чуть ли не параноидного бреда: аморфность повествования, неясные намёки, множество частично раскавыченных цитат, перегруженность именами великих творцов прошлого и настоящего (философов, поэтов, художников, композиторов), притом что всё это культурное изобилие странным и тягостным образом сопровождается дурным, подчас безграмотным русским языком и отсутствием собственно литературных достоинств.
Каганская отметила, что для так называемой «школы Ефремова» характерен интерес к предыстории, поскольку архаическая эпоха позволяет реализовывать историософские концепции, которые невозможно развивать в рамках исторической науки. Центральная идея всегда одна и та же: «элементарная манихейская схема: борьба Сынов Света с Сынами Тьмы». В романе «Чаша бурь» (1985) предельно легко опознать потомков этрусков — носителей Добра — от потомков атлантов, агентов Зла. Оказывается, человечество делится на голубоглазых блондинов (этруски) и черноглазых брюнетов (атланты). У брюнетов «затенённые, набухшие, как бы натруженные веки» и выпуклые глаза, которые «находятся как бы перед лицом». Не менее важной опознавательной чертой является нос: носители высокой спинки носа — потомки атлантов, лица со средней спинкой носа — это тип этрусский. Присутствует и эротическое соперничество как символ борьбы за чистоту и душу расы: некий заезжий гастролёр покушается на невесту героя, «дивную белокурую этруску». Кирилл Королёв, рассматривая те же подробности, обозначил творческий путь В. Щербакова как эволюцию от конспирологической и эзотерической фантастики к псевдоисторическим исследованиям с претензией на научность.
Похожие претензии высказывались и критиками 2020-х годов. Один из рецензентов прямо заявлял, что «продраться сквозь созданные Щербаковым словесно-сюжетные дебри практически невозможно, не повредив себе психику». Исходя из позднейших публикаций автора, можно сделать вывод, что он увлекался разнообразными эзотерическими концепциями в духе «Эры Водолея»:

Автор смешал реальную историю, мифы и легенды разных этносов, которые друг с другом никогда не соприкасались, чистые домыслы и собственный трансцендентный опыт. Смешал, съел и не подавился. И с удовольствием потчует публику, искренне ожидая от неё понимания.
Идеи, которые Щербаков окольным путём в художественной форме выразил в «Чаше бурь», он открыто высказывал в публикациях 1990-х годов, претендуя на формирование нового мировоззрения.
Каганская (1987) выявила в романе Щербакова «Чаша бурь» существенный антисемитский пласт. В финальной части романа упомянут французский шансонье мсье Легран (аллюзия на очень популярного в тогдашнем СССР Мишеля Леграна), который поёт о том, что «невысокого светловолосого человека из Назарета казнили традиционным римским способом», бессмертны же «садики и фэры». В той же части говорится, что русо-этруски — благородные блондины, строители истории; римляне же сильно «проатлантидены». Иными словами, основоположника христианства, «чистой, этрусской религии», загубили римляне, саддукеи («садики») и фарисеи («фэры»). Однако месье Легран поёт о бессмертии зла не с горечью, а с торжеством. Реальный Легран был евреем, а его альтер эго герой романа — Санин — именует «французом из Бордо», что является, во-первых, аллюзией на Александра Грибоедова, а, во-вторых, несёт явно уничижительный смысл. Все персонажи романа примитивно поделены между «не нашими» и «плохими» (атлантами) и нашими и хорошими русо-этрусками.
Каганская отметила нестандартность представлений об Атлантиде в романе Щербакова «Чаша бурь». Со времён Платона в мистических учениях Атлантида выступала в позитивном контексте как сакральная земля, утраченный рай, источник тайного знания. Ни в культурной, ни в оккультной традиции она никогда не связывалась с еврейством. Согласно мнению Каганской, негативный образ Атлантиды был заимствован Щербаковым из «Космоконцепции розенкрейцеров» Макса Генделя. Именно у Генделя евреи вышли из Атлантиды, рассеялись по всему свету, «передав, таким образом, худшую кровь своим потомкам, которые по расовым причинам не сумели перейти от стадии хитрости к стадии Разума».
Историк В. А. Шнирельман писал, что «метаистория» Щербакова основана на идеях катастрофизма и крайнего миграционизма и на русской мессианской идее. Щербаков приписывал учёным невероятные суждения и сам же опровергал их. Щербаков, считал, что на рубеже неолита в Малой Азии произошёл культурный скачок. Вопреки этой идее, учёные прослеживают длительный эволюционный процесс, происходивший в Восточном Средиземноморье.

## Награды и премии
- 1968 — премия Международного конкурса молодых писателей-фантастов социалистических стран в Варшаве (рассказ «Прямое доказательство»);
- 1977 — почётный диплом и памятная медаль Всесоюзного литературного конкурса имени Николая Островского за сборник «Красные кони»;
- 1984 — специальный приз на XI Всемирном кинофестивале «Экофильм-84» в Остраве за сценарий документального фильма о биополе «Невидимая жизнь леса» (Киевская студия научно-популярных фильмов);
- 1986 — Лауреат премии Московского товарищества за лучшую книгу о Москве и москвичах (военная повесть «Летучие зарницы»).
- 2003 — Орихалкова грамота 2-го Российского съезда атлантологов «за выдающийся вклад в развитие мировой и отечественной атлантологии и за многолетнее, самоотверженное служение делу и слову Платона»[11].

## Фильмография и экранизации
- 1984 — Семь стихий (режиссёр Геннадий Иванов)
- 1984 — Невидимая жизнь леса (СССР)